# Evento (teoria das probabilidades)
Em teoria das probabilidades, um evento é um conjunto de resultados (um subconjunto do espaço amostral) ao qual é associado um valor de probabilidade. Habitualmente, quando o espaço amostral é finito, qualquer subconjunto seu é um evento  (i.e., todos os elementos do conjunto de partes do espaço amostral são definidos como eventos). Porém, esta abordagem não é a mais feliz quando se dá o caso em que o espaço amostral é infinito, particularmente quando o resultado é um número real. Assim, ao definir-se um espaço de probabilidade, é possível e muitas vezes necessário excluir certos subconjuntos do espaço amostral da associação a eventos (ver §2, abaixo).

## Um exemplo simples
Ao baralhar um baralho de 52 cartas de jogar sem jokers, e ao escolher-se uma, o espaço amostral terá 52 elementos, um associado a cada uma das 52 cartas. Um evento, todavia, é qualquer subconjunto do espaço amostral, incluindo qualquer singular elemento (um evento elementar, do qual há 52, representando as 52 possíveis cartas), o conjunto vazio (definido como tendo probabilidade 0) e o conjunto inteiro de 52 cartas, o espaço amostral inteiro (com probabilidade 1). Outros eventos são subconjuntos próprios do espaço amostral que contêm múltiplos elementos. Por exemplo, os potenciais eventos incluem:

Um diagrama de Venn de um evento. B é o espaço amostral e A um evento.
Pela razão entre áreas, a probabilidade de A é aproximadamente 0,4

- "Vermelha e preta ao mesmo tempo sem ser joker" (0 elementos);
- "O 5 de Copas" (1 elemento);
- "Um Rei" (4 elementos);
- "Uma Figura" (12 elementos);
- "Uma carta de Espadas" (13 elementos);
- "Uma Figura ou uma carta vermelha" (32 elementos);
- "Uma carta" (52 elementos).

Como todos os eventos são conjuntos, são escritos habitualmente entre chaves (ex: {1, 2, 3}), e representados graficamente usando diagramas de Venn. Estes diagramas são particularmente úteis na representação de eventos pois a probabilidade dos eventos pode ser identificada pela razão entre áreas de eventos e do espaço de probabilidade.

## Sobre a notação
Embora os eventos sejam subconjuntos do espaço amostral Ω, são muitas vezes escritos na fórmula proposicional com recurso a variáveis aleatórias. Por exemplo, se X é uma variável aleatória real definida no espaço amostral Ω, o evento
{\displaystyle \{\omega |u<X(\omega )\leq v\}\,}
pode ser escrito mais simplesmente como
{\displaystyle u<X\leq v\,.}
o que é comum em fórmulas das probabilidades, como
{\displaystyle P(u<X\leq v)=F(v)-F(u)\,.}